# Saint-Pierre-du-Perray
 Saint-Pierre-du-Perray  es una población y comuna francesa, ubicada en la región de Isla de Francia, departamento de Essonne, en el distrito de Évry y cantón de Saint-Germain-lès-Corbeil.

## Demografía
| 602 | 611 | 1360 | 1849 | 3342 | 5801 |
| Para los censos de 1962 a 1999 la población legal corresponde a la población sin duplicidades (Fuente: INSEE [Consultar]) |     |      |      |      |      |